# Anna Abreu
Anna Eira Margarida Mourão de Melo e Abreu, nota anche con lo pseudonimo di Abreu (Vantaa, 7 febbraio 1990), è una cantante finlandese di origini portoghesi.
Divenuta nota nel 2007 con la partecipazione alla terza edizione finlandese del talent show Pop Idol, ha all'attivo quattro album di buon successo nel suo paese d'origine. Tra i suoi brani più famosi, End of Love, Vinegar e Music Everywhere.

## Biografia

### Pop Idole il primo album
Già conosciuta in qualità di doppiatrice per il personaggio di Rod Flanders per la versione finlandese del celebre cartone animato I Simpson,ha partecipato nella primavera del 2007 alla terza edizione finlandese del talent show Pop Idol, classificandosi al secondo posto. In seguito al successo nell'ambito della trasmissione televisiva, ha ottenuto un contratto con l'etichetta discografica Sony BMG, per la quale ha pubblicato poco tempo dopo il suo singolo di debutto, End of Love, che ha ottenuto un buon successo di vendite raggiungendo l'ottava posizione in Finlandia. Immediatamente dopo è stato pubblicato il suo disco d'esordio, l'eponimo Anna Abreu, che ha subito riscosso ottimi consensi da parte del pubblico raggiungendo la vetta della classifica degli album, rimanendovi per 37 settimane. Dal disco, promosso anche da un tour nazionale, sono stati estratti come singoli anche i brani Ivory Tower, piazzatasi al quinto posto della classifica dei singoli finlandese, e Are You Ready, che tuttavia non è entrato in classifica.

### Now
In seguito al successo del suo disco di debutto, nell'ottobre 2008 è stato pubblicato il suo secondo disco, Now, uscito per la RCA, controllata dalla Sony BMG. Anticipato dal singolo Vinegar, primo brano dell'artista ad aver raggiunto la vetta della classifica finlandese, ha confermato il successo del precedente raggiungendo, seppure dopo alcune settimane dalla pubblicazione, la prima posizione della classifica. La promozione di questo disco è proseguita fino alla primavera del 2009 con la pubblicazione di altri tre singoli, Silent Despair, Something About U e Come Undone, che tuttavia non sono entrati nelle classifiche di vendite. In questo periodo, oltre ad aver vinto un MTV Europe Music Awards come "miglior artista femminile finlandese", ha portato in scena il Now Tour.

### Just a Pretty Face?
Un anno dopo il precedente, nell'ottobre 2009, è stato pubblicato il terzo album dell'artista, Just a Pretty Face?, uscito come il disco di debutto per la Sony. L'album ha contato sulla spinta del primo singolo estratto, Music Everywhere, che ha raggiunto la seconda posizione delle classifiche di vendite finlandesi, e ha raggiunto la medesima posizione alcune settimane dopo la sua uscita, debuttando invece al terzo posto. Altri brani estratti dal disco sono stati Impatient e Slam, mentre la promozione è stata supportata anche dal Just a Pretty Face? Tour.

### Rush
Nel gennaio 2011, dopo un breve periodo di assenza, è tornata sulle scene musicali della sua nazione con Hysteria, singolo che ha ottenuto un buon successo ed entrato al sesto posto della classifica di vendite. Il brano anticipa la pubblicazione del quarto disco dell'artista, uscito il 30 marzo 2011 con il titolo Rush.

### 2011-2017
Il 22 febbraio 2012 è stata pubblicata la raccolta Greatest Hits. Il 30 maggio 2014 è stato invece pubblicato l'album V e il 9 settembre 2016 l'album Sensuroimaton versio.

### Cambio di nome
Il 16 novembre 2017 ha cambiato il proprio nome d'arte in ABREU e il giorno dopo ha pubblicato un nuovo singolo, Soo Soo.

## Discografia
- 2007 - Anna Abreu
- 2008 - Now
- 2009 - Just a Pretty Face?
- 2011 - Rush
- 2014 - V
- 2016 - Sensuroimaton versio